# Vlahović
Vlahović is een plaats in de gemeente Glina in de Kroatische provincie Sisak-Moslavina. De plaats telt 106 inwoners (2001).